# Khu phi quân sự vĩ tuyến 17

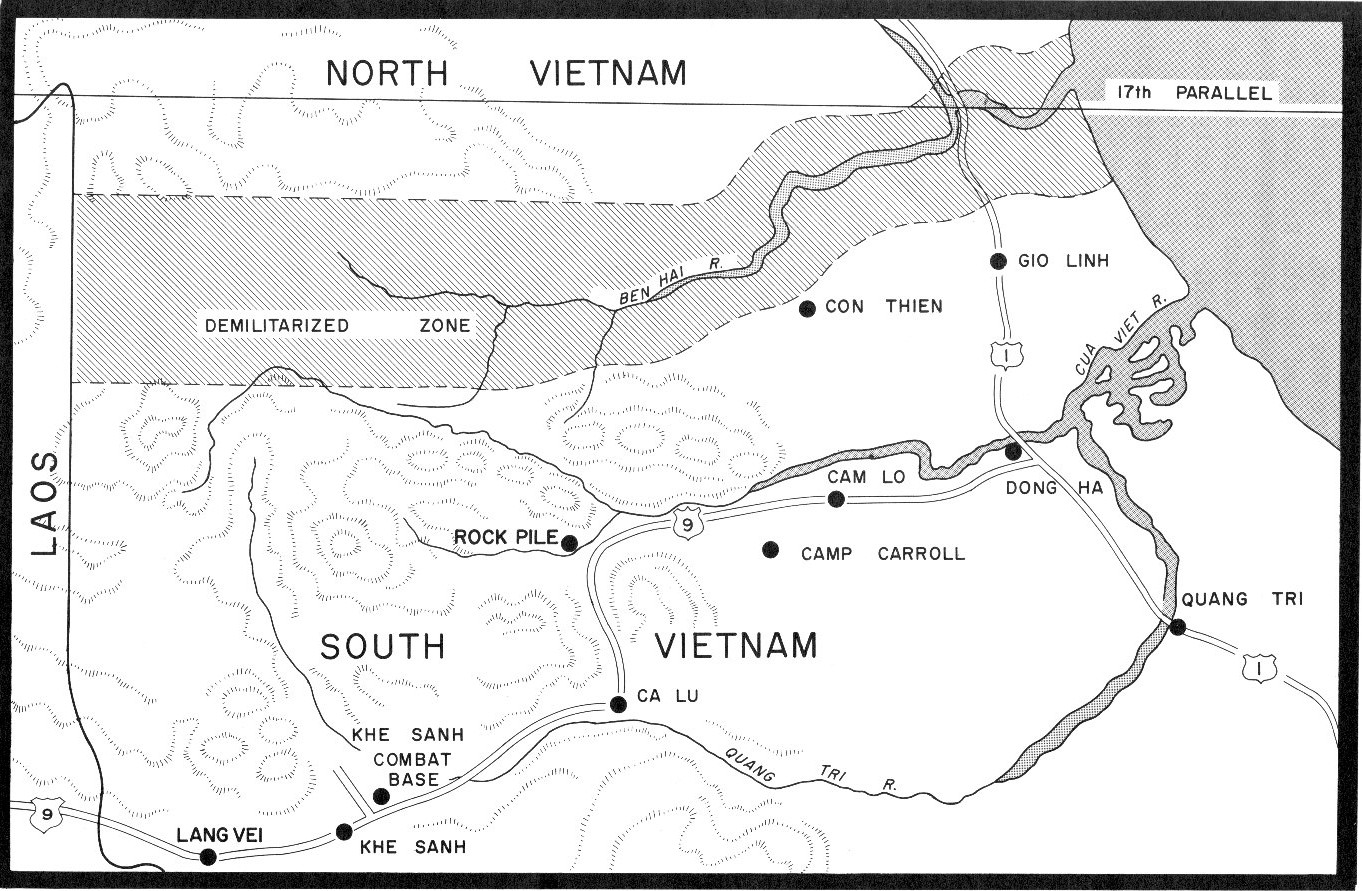
Bản đồ Khu phi quân sự vĩ tuyến 17.

Khu phi quân sự vĩ tuyến 17 (được biết nhiều trên quốc tế với tên gọi Khu phi quân sự Việt Nam, tiếng Anh: Vietnamese Demilitarized Zone - V-DMZ) là một khu phi quân sự dọc theo 2 bờ sông Bến Hải được lập ra vào ngày 21 tháng 7 năm 1954 theo Hiệp định Genève về Đông Dương năm 1954, với mục đích ban đầu là 1 giới tuyến quân sự tạm thời ngăn cắt vùng tập kết giữa một bên là các lực lượng của Việt Nam Dân chủ Cộng hòa với quân đội Pháp và các lực lượng đồng minh. Về nguyên tắc, khu phi quân sự này rộng 1,6 km (một dặm Anh) về mỗi phía tính từ bờ sông Bến Hải, bắt đầu từ biên giới Việt Nam – Lào cho đến bờ Biển Đông. Dự kiến, đường giới tuyến tạm thời sẽ bị xóa bỏ sau cuộc tổng tuyển cử 2 năm sau đó. Tuy vậy, nó thực tế trở thành một biên giới chia cắt Việt Nam suốt thời gian chiến tranh. Đến ngày 2 tháng 7 năm 1976, Quốc hội Việt Nam chính thức xóa bỏ sự tồn tại của khu phi quân sự vĩ tuyến 17 khi thành lập Nhà nước Cộng hòa Xã hội chủ nghĩa Việt Nam dưới sự lãnh đạo tuyệt đối của Đảng Cộng sản Việt Nam.
Hiện tại, một số điểm nằm trên khu vực này được phục dựng thành những điểm du lịch tại Việt Nam.

## Sự ra đời
Sau Thế chiến II, người Pháp nỗ lực tái xâm lược thuộc địa cũ của mình tại Đông Dương. Tuy nhiên, họ gặp phải sự kháng cự mãnh liệt của những người theo chủ nghĩa dân tộc, trong đó có Chủ tịch Hồ Chí Minh và những người cộng sản. Cuộc chiến tranh kéo dài trong 9 năm và kết thúc với ưu thế nghiêng hẳn về những người Cộng sản Việt Nam, buộc người Pháp phải tìm giải pháp ngoại giao bằng Hiệp định Genève về Đông Dương năm 1954, một giải pháp bất đắc dĩ để họ rút chân khỏi vũng lầy Đông Dương.
Trong quá trình thương thuyết, phía Việt Nam Dân chủ Cộng hòa hiểu rằng họ cần tranh thủ quá trình đàm phán để đạt được sự có lợi mà không phải đổ máu. Đầu tiên, họ muốn tập kết tại chỗ do đang nắm lợi thế về dân số và diện tích kiểm soát (trên 80% lãnh thổ). Sau đó, do biết Pháp không chấp nhận đề xuất này nên họ chuyển sang chấp nhận giới tuyến quân sự tạm thời. Họ mong muốn khu vực giới tuyến quân sự tạm thời để tập kết lực lượng hai bên nằm dời sâu về phía Nam. Ban đầu, họ định đề xuất vĩ tuyến 13, tức phía Bắc Phú Yên hoặc vĩ tuyến 14 (Bình Định) là căn cứ theo quyền kiểm soát của họ đối với vùng rừng núi rộng lớn. Tuy nhiên, đề xuất này bị phía Pháp bác bỏ, với lý do tuy những vùng Việt Nam Dân chủ Cộng hòa kiểm soát có diện tích rộng lớn, nhưng lại có rất ít dân (trên thực tế hơn 90% dân chúng Việt Nam sống ở nông thôn, nơi Việt Minh nắm quyền kiểm soát), trong khi quân đội Pháp kiểm soát toàn bộ các thành phố lớn, các trục đường quan trọng ở đồng bằng và khu ven biển. Theo Pháp, vĩ tuyến 19, phía Bắc Vinh, Nghệ An, sẽ là thích hợp hơn. Lúc này, Việt Minh muốn kiểm soát cả Huế, Đà Nẵng và Tây Nguyên, những địa bàn có tính chiến lược và biểu tượng.
Trước sự cứng rắn không khoan nhượng của phái đoàn Việt Nam Dân chủ Cộng hòa, ngày 24/6/1954, phía Pháp đưa ra đề nghị ở vĩ tuyến 18 (phía Bắc Đồng Hới - Quảng Bình), với lý do họ cần đường thông thương qua Lào, tức quốc lộ 9. Phía Việt Minh vẫn không nhượng bộ. Hội nghị bế tắc trong 18 ngày.
Hội nghị chỉ tiếp tục khai thông khi đồng minh Trung Quốc tạo sức ép để đoàn Việt Nam Dân chủ Cộng hòa đưa ra đề xuất chọn vĩ tuyến 16 (Đà Nẵng), vị trí mà vào năm 1945, các nước Đồng Minh đã vạch ra nhằm phân chia khu vực giải giới quân Nhật ở Đông Dương, kèm theo lời cam kết về Tổng tuyển cử trong thời gian 6 tháng. Một lần nữa, phía Pháp bác bỏ đề xuất này và đưa ra đề xuất của mình là ở khu vực vĩ tuyến 18 và chỉ chấp nhận Tổng tuyển cử về mặt nguyên tắc với những điều khoản mơ hồ.
Mãi đến ngày 20/7/1954, cả phía Pháp và Việt Nam Dân chủ Cộng hòa mới thông qua đề nghị của phía Liên Xô chọn vĩ tuyến 17 và ấn định thời gian Tổng tuyển cử trong vòng 2 năm. Ngày hôm sau, thứ Tư, ngày 21/7/1954, Hiệp ước Genève được ký kết. Theo đó, Việt Nam bị chia làm 2 vùng tập kết quân sự; ranh giới là vĩ tuyến 17 (sông Bến Hải) không được coi là biên giới quốc gia hay chính trị. Một khu phi quân sự, rộng không quá 5 cây số dài theo 2 bên bờ sông Bến Hải, bắt đầu có hiệu lực từ ngày 14/8/1954.
Phía Việt Nam Dân chủ Cộng hòa tuy không thỏa mãn vì cho rằng họ xứng đáng kiểm soát một khu vực rộng lớn hơn nhiều và thời cơ để nắm quyền kiểm soát toàn bộ đất nước. Tuy nhiên, trước sức ép từ đồng minh, họ đành chấp nhận giải pháp dung hòa "vĩ tuyến 17" kèm theo lời hứa hẹn sẽ tổ chức Tổng tuyển cử thống nhất sau 2 năm. Dù đã lường trước điều này, nhưng họ không thể ngờ đó lại chính là cuộc chia cắt những 20 năm, cùng với một cuộc chiến tranh khốc liệt chưa từng có.

## Những quy định về V-DMZ
Sau 8 phiên họp toàn thể và 23 phiên họp hẹp, ngày 21 tháng 7 năm 1954, Hiệp định đình chỉ chiến sự ở Việt Nam được ký kết giữa đại diện Quân đội Nhân dân Việt Nam và đại diện Quân đội Liên hiệp Pháp. Điều 1 của Hiệp định quy định:
| “ | "Một giới tuyến quân sự tạm thời sẽ được quy định rõ, để lực lượng của hai bên, sau khi rút lui, sẽ tập hợp ở bên này và bên kia giới tuyến ấy: lực lượng Quân đội Nhân dân Việt-nam ở phía Bắc giới tuyến, lực lượng Quân đội Liên hiệp Pháp ở phía Nam giới tuyến...Hai bên đều đồng ý có một khu phi quân sự hai bên giới tuyến, mỗi bên rộng nhất là 5 cây số kể từ giới tuyến trở đi. Khu phi quân sự này dùng để làm khu đệm và để tránh những việc xung đột có thể làm cho chiến sự xẩy trở lại.". | ” |

Điều 4 của Hiệp định nói rõ thêm:
| “ | "Giới tuyến quân sự tạm thời giữa hai vùng tập hợp kéo dài ra ngoài hải phận theo một đường thẳng góc với đường ven biển.". | ” |

Giới tuyến cụ thể được quy định:
| “ | "Giới tuyến quân sự tạm thời định từ Đông sang Tây như sau: Cửa sông Bến Hát (sông Cửa Tùng) và giòng sông đó (trong vùng núi, sông này tên là Rào Thành) cho đến làng Bô Hô Su, rồi vĩ tuyến Bô Hô Su cho đến biên giới Lào Việt." | ” |

Lúc 15 giờ ngày 21 tháng 7 năm 1954, Bản Tuyên bố cuối cùng của Hội nghị Genève được công bố. Điều 6 của bản Tuyên bố nói rõ: '"Hội nghị chứng nhận rằng mục đích căn bản của Hiệp định về Việt Nam là giải quyết các vấn đề quân sự để đình chỉ chiến sự và giới tuyến quân sự chỉ có tính chất tạm thời, không thể coi là một ranh giới về chính trị hay về lãnh thổ".
Song song đó, từ ngày 4 tháng 7 năm 1954, hai đoàn đại biểu của Bộ Tổng tư lệnh Quân đội Nhân dân Việt Nam và Bộ Tổng chỉ huy Quân đội Liên hiệp Pháp ở Đông Dương gặp nhau tại Trung Giã (Sóc Sơn, Hà Nội) để bàn về các vấn đề như: trao trả tù binh, thường dân bị bắt trong chiến tranh, việc tiếp quản các thành phố,... Ngày 3/8/1954, hiệp nghị về việc thành lập Ủy ban liên hợp để thi hành Hiệp định được ký kết. Theo đó, "Ủy ban liên hợp có nhiệm vụ đại diện cho hai bên đặt kế hoạch và thể thức thực hiện các điều khoản trong hiệp định đình chỉ xung đột và kiểm tra, đôn đốc việc thực hiện kế hoạch ấy. Đồng thời thương lượng giải quyết mọi việc khác có liên quan đến hiệp định", nhằm "đảm bảo tôn trọng các đường ranh giới đóng quân tạm thời, giới tuyến quân sự và khu phi quân sự".
Ngày 18 tháng 8 năm 1954, Ủy ban liên hợp Trung ương ra quyết định số 06/QĐ quy định về việc vạch giới hạn thực tế của khu phi quân sự (Demilitarized Zone - DMZ), về số lượng an ninh mỗi bên trong DMZ cũng như việc ra vào DMZ.
Ở đoạn giới tuyến quân sự trùng với sông Hiền Lương, mỗi bên sẽ chịu trách nhiệm đặt ở các địa điểm qua lại những tấm biển ghi bằng 2 thứ tiếng Việt - Pháp:
"Giới tuyến quân sự tạm thời
Ligne de démarcation militaire provisoire".
Trên đoạn giới tuyến lên đến biên giới Việt - Lào, cứ độ 1 cây số lại có một dấu hiệu như trên, đặt ở những chỗ dễ thấy.
Từ ngày 27 tháng 8 năm 1954, hai bên phải rút tất cả lực lượng, vật liệu, dụng cụ quân sự ra khỏi DMZ.
Trừ nhân viên của Ủy ban Quốc tế, các đội thị sát của Ủy ban quốc tế, Ủy ban liên hợp Trung ương, Ban liên hợp Bình Trị Thiên, các tổ liên hợp, nhân viên dân chính cứu tế và những người được phép riêng của Ban liên hợp Bình Trị Thiên, không một người nào dù quân nhân hay thường dân được vào DMZ cũng như vượt giới tuyến quân sự.
Trừ vật liệu dụng cụ quân sự cần thiết riêng cho lực lượng an ninh, không một thứ vật liệu, dụng cụ quân sự nào được mang vào DMZ.
Hai bên đều không được gây nên bất cứ một hành động xung đột nào trong DMZ, hoặc từ trong DMZ ra, hoặc từ ngoài vào DMZ và phải tránh mọi thái độ hay hoạt động có thể đưa đến xung đột.
Toàn thể những người 17 - 60 tuổi (trừ những người tàn phế) vẫn sinh sống hoặc được tạm thời ra vào trong DMZ phía Nam và phía Bắc giới tuyến quân sự đều phải có giấy chứng minh của chính quyền mỗi bên trong DMZ cấp cho, trong đó ghi rõ tên tuổi, nam hoặc nữ, địa chỉ và dấu tích đặc biệt, nếu có thể thì sẽ có ảnh. Những người có giấy chứng minh ấy mới được phép ra vào tự do DMZ.
Ngày 15 tháng 9 năm 1954, Ủy ban liên hợp Trung ương ra Quyết định số 11/QĐ, quy định về giới hạn của DMZ ở hai bên giới tuyến quân sự.
Ranh giới phía Bắc DMZ được giới hạn bởi:
- Một đường từ Đông sang Tây nối liền cửa sông phía Bắc sông Cửa Tùng tới làng Yên Du Bắc chạy thẳng qua làng Tân Trại Thượng và Liêm Công Tây đến mỏm 46.
- Một đường ngăn đôi làng Liêm Công Tây và làng Đơn Thầm đi vượt qua quốc lộ số I ở chỗ chiếc cầu nhỏ cách 2,5km Đông Nam Đơn Duệ.
- Một đường đi theo đường ranh giới phân chia các làng Quảng Xá - Tiên Lai - Tiên Trạo ở phía Tây và các làng Phan Xá - Lê Xá ở phía Đông. Đường này vượt qua đường xe lửa rồi men theo phía Tây làng Thủy Ba Hạ, đi qua các mỏm 16 - 15 rồi gặp dòng sông Ngọn Đan, đi theo con sông đó đến tận nguồn, đi sâu vào miền núi qua các mỏm 52, 84, 145, 414, 776, 1023, 1254, 917, 1250, 700.

Ranh giới phía Nam DMZ được giới hạn bởi:
- Một đường đi từ bờ biển ở chỗ 281, 771 qua các mỏm 10, 5 và 23 đến sông Tân Yên. Từ sông Tân Yên chạy thẳng đến sông Cao Xá.
- Đường ranh giới giữa các làng Trung Sơn, Gia Bình ở phía Nam và làng Đông Thị, Kinh Môn ở phía Bắc.
- Dòng sông Kinh Môn giữa các chỗ 154 - 750 và 110 - 731.
- Một đường nối liền chỗ 110 - 731 với con sông Khe Mước ở chỗ 189 - 715 bao gồm các con sông Thanh Hương và Thanh Khê.
- Dòng sông Khe Mước đến chỗ 050 - 690.
- Một đường đi qua các mỏm 330, 360, 415, 370, 624, 705, 628, 815, 895, 808, 1028, 422.

Đường ranh giới phía Bắc và phía Nam của DMZ sẽ được đánh dấu trên địa hình bằng những cọc gỗ, đặt ở những địa điểm dễ nhận thấy, có ghi những chữ "K.P.Q.S" ở một mặt. Những chữ đó, chữ nọ đặt dưới chữ kia, viết bằng sơn xanh hoặc đen trên nền trắng. Cọc cao 1,7m, cắm cách nhau xa hay gần tùy theo địa hình (tối thiểu là 50m, tối đa là 300m). Ở những ngã ba đường quan trọng, các cọc đó sẽ được thay thế bằng những biển ghi những chữ "Khu phi quân sự". Bắt đầu đến vùng rừng núi, phía Bắc từ Thủy Ba Hạ, phía Nam từ Thanh Khê trở lên đến biên giới Việt - Lào thì mỗi cọc cắm cách nhau chừng 1 km.
Ở trên biển, DMZ là vùng giới hạn bởi hai đường ranh giới DMZ Bắc và Nam trên đất liền kéo dài và nghiêng 45 độ so với bờ biển.
Cũng theo quyết định này, việc bảo vệ Giới tuyến quân sự và DMZ sẽ do lực lượng công an và cảnh sát của hai bên đảm nhiệm. Mỗi bên có nhiều nhất là 100 người, kể cả cán bộ. Trang bị cho mỗi đội có 50% mang súng ngắn; số còn lại, 1/3 mang carbin, 2/3 mang tiểu liên, không có lựu đạn. Mỗi khẩu carbin hoặc tiểu liên có 200 viên đạn, mỗi súng ngắn 50 viên.
Để tạo thuận lợi cho kiểm soát Giới tuyến quân sự, quyết định trên còn quy định rõ 10 địa điểm nhân dân được phép qua lại, gồm có cầu Hiền Lương và 9 bến đò nối đôi bờ sông. Tại những nơi này, mỗi bên sẽ đặt các đồn hay trạm gác của mình để kiểm soát và những ai muốn ra vào DMZ phải có giấy thông hành do Ban liên hợp DMZ cấp, gồm ba loại:
a. Giấy thông hành vĩnh viễn để đi lại trong DMZ mỗi miền do cơ quan hành chính cấp cho dân trong DMZ của mình, tuổi từ 17 đến 60.
b. Giấy thông hành tạm thời để vào DMZ do Tiểu ban hỗn hợp DMZ cấp cho những người ở ngoài muốn vào DMZ trong một thời hạn nhất định.
c. Giấy thông hành đặc biệt để vượt tuyến do Tiểu ban hỗn hợp DMZ cấp.
Việc kiểm soát hoạt động ở DMZ sẽ do Tổ Quốc tế 76 thuộc Ủy ban quốc tế, gồm có đại diện 3 nước Ấn Độ, Ba Lan và Canada phụ trách. Tổ có nhiệm vụ kiểm tra việc thi hành Hiệp định ở DMZ, có thể triệu tập Ban liên hợp DMZ họp nếu thấy cần thiết. Mỗi lần Tổ muốn đi kiểm tra ở đâu phải báo trước với Ban liên hợp DMZ và phải có đại diện Ban liên hợp đi theo để cùng giải quyết tại chỗ những việc xảy ra trong khu vực phụ trách.

## Biểu tượng của sự chia cắt trong quá khứ (21 tháng 7 năm 1954 - 2 tháng 7 năm 1976)
Trên thực tế, đường giới tuyến quân sự tạm thời được quy hoạch từ Cửa Tùng lên đến Bến Tắt. Khu phi quân sự rộng hẹp không đều nhau, từ 2,5 – 6 km tùy từng nơi, nhằm đảm bảo không chia cắt xóm làng. Cả hai Miền đều đóng các đồn cảnh sát giới tuyến dọc theo tuyến quy hoạch này.
Giới tuyến quân sự tạm thời được lập ra về danh nghĩa sau khi Hiệp định này được ký kết và có hiệu lực ngày 21 tháng 7 năm 1954 mà chính thức được phân định sau ngày 25 tháng 8 năm 1954, khi toàn bộ quân Pháp rút về phía Nam sông Bến Hải và việc kiểm soát ra vào Khu phi quân sự, qua lại giới tuyến bắt đầu từ ngày 21 tháng 2 năm 1955. Từ đó, nơi này trở thành một biên giới chia cắt Việt Nam suốt trong hơn 10 năm cho tới tháng 10 năm 1967 thì Chính phủ Việt Nam Cộng hòa và đồng minh quyết định tiếp tục leo thang nội loạn và chiến tranh khiến khu phi quân sự mất giá trị mà nằm trong vùng kiểm soát của Mặt trận Dân tộc Giải phóng miền Nam Việt Nam (Tiền thân của Cộng hòa Miền Nam Việt Nam) dù về danh nghĩa thì biên giới Bắc - Nam chỉ thực sự bị bãi bỏ ngày 2 tháng 7 năm 1976.
Dù hết sức nỗ lực ngăn chặn, chính quyền Việt Nam Cộng hòa vẫn không thể cản được ý chí thống nhất đất nước của những người Cộng sản. Tháng 10 năm 1967, trước áp lực của Quân đội Nhân dân Việt Nam và Quân Giải phóng miền Nam, toàn bộ các đồn cảnh sát Sài Gòn bỏ chạy và quận Trung Lương bị chính quyền Việt Nam Cộng hòa ra Nghị định giải tán. Đường giới tuyến quân sự tạm thời chia cắt Việt Nam tại sông Bến Hải được xóa bỏ. Từ tháng 6 năm 1969, vùng này nằm dưới sự kiểm soát của Chính phủ Cách mạng Lâm thời Cộng hòa miền Nam Việt Nam cho đến tháng 7 năm 1976. Năm 1968 thì toàn bộ phía tây tỉnh Quảng Trị ở bờ nam được giải phóng bởi Mặt trận. Năm 1972 thì toàn bộ bờ nam sông Bến Hải của vĩ tuyến 17 bị quân Giải phóng Miền Nam chiếm giữ nhưng quân giải phóng lại thất bại khi chiếm phía nam sông Thạch Hãn, dù bị đẩy lùi về sông Thạch Hãn nhưng Chính phủ Việt Nam Cộng hòa không bị mất hết bờ nam tỉnh Quảng Trị và vẫn tuyên bố chủ quyền trên toàn bộ lãnh thổ miền Nam. Ngày 2 tháng 7 năm 1976, Quốc hội Việt Nam thống nhất chính thức xóa bỏ sự tồn tại của khu phi quân sự vĩ tuyến 17 sau khi chiến tranh kết thúc ngày 30 tháng 4 năm 1975.
Ngày nay, vùng V-DMZ ngày xưa hầu như không còn dấu tích gì của sự chia cắt. Chỉ còn một số di tích cũ được Chính phủ Việt Nam chú trọng phục dựng hoặc tôn tạo để phục vụ cho công tác bảo tồn và khai thác du lịch-tham quan-nghỉ dưỡng và để giáo dục lịch sử 1 thời chia cắt đất nước.

## Thư viện ảnh

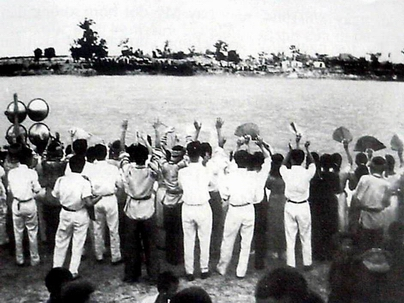
Văn công ở bờ Bắc biểu diễn văn nghệ cho đồng bào bờ Nam
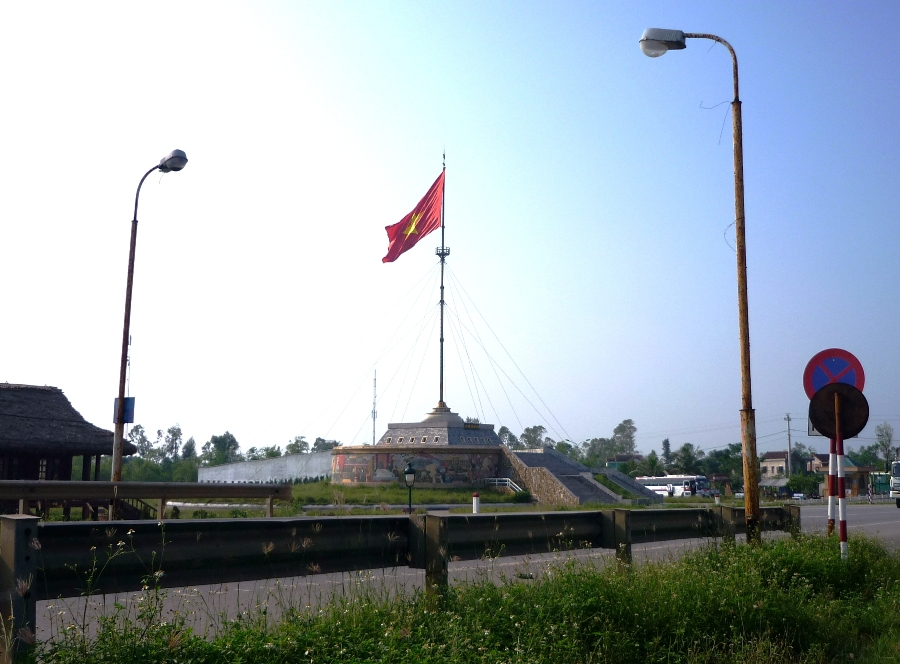
Kỳ đài Bến Hải (Cột cờ giới tuyến)
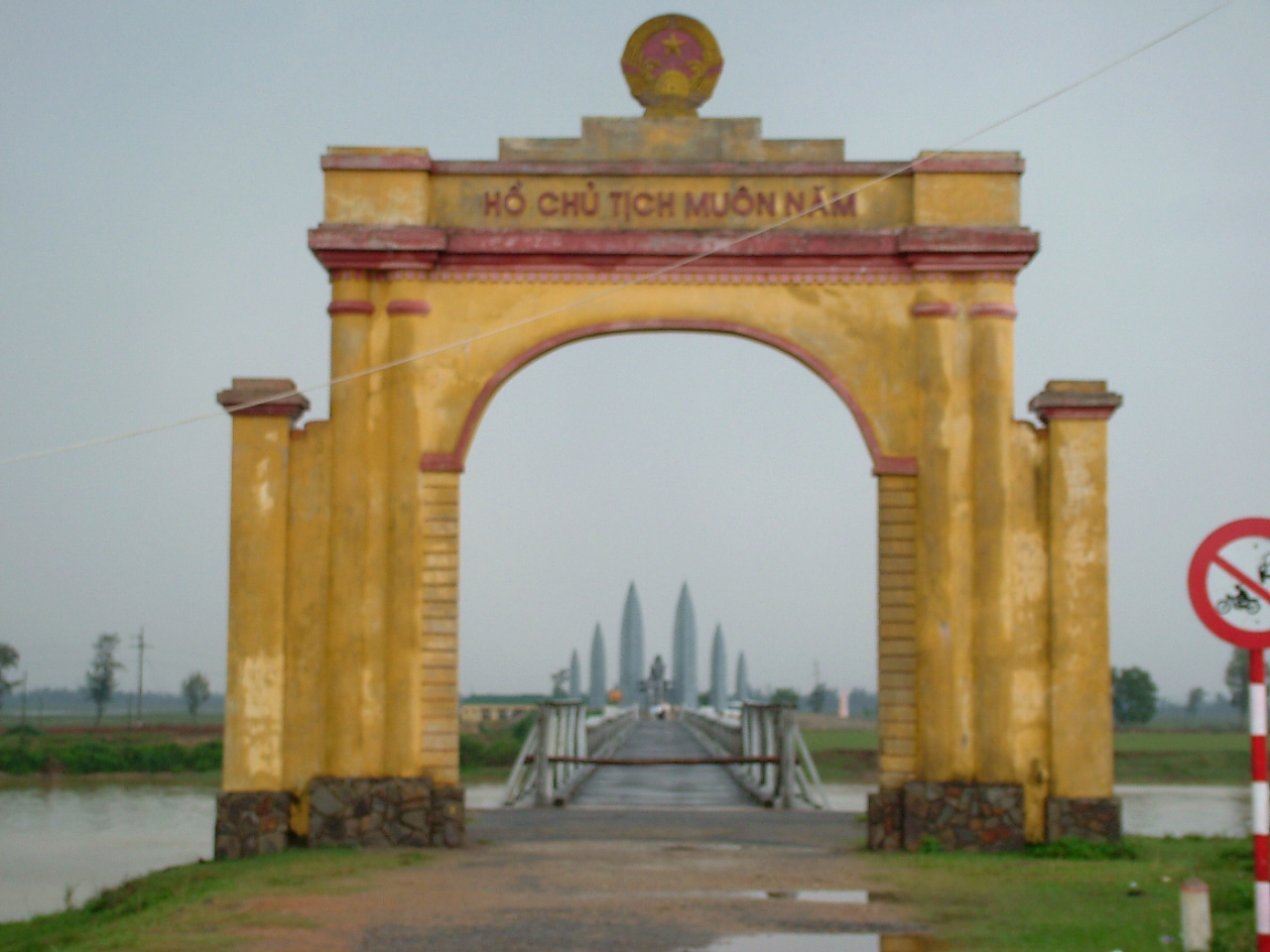
Di tích Đôi bờ Hiền Lương
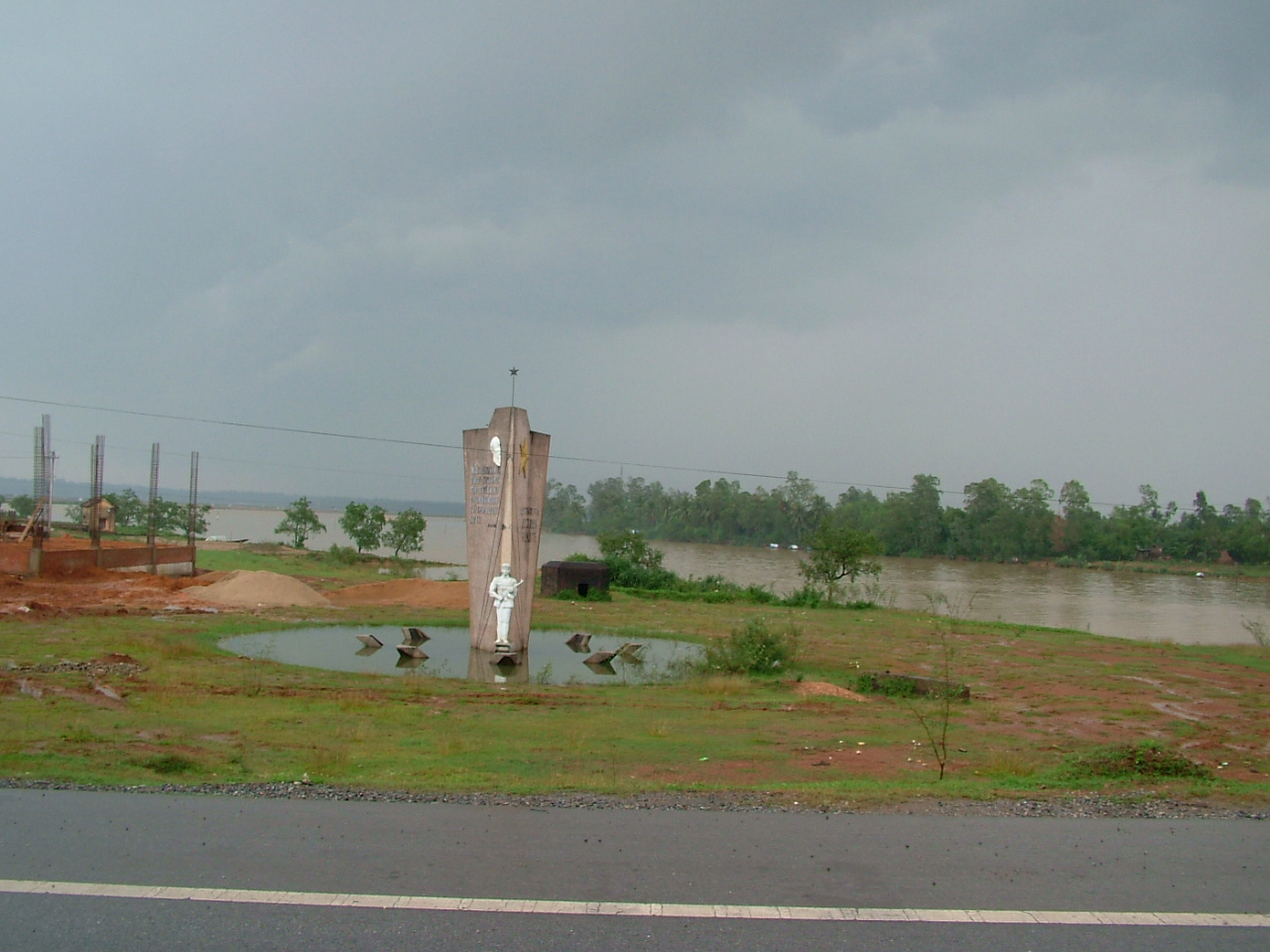
Tượng đài bờ Bắc
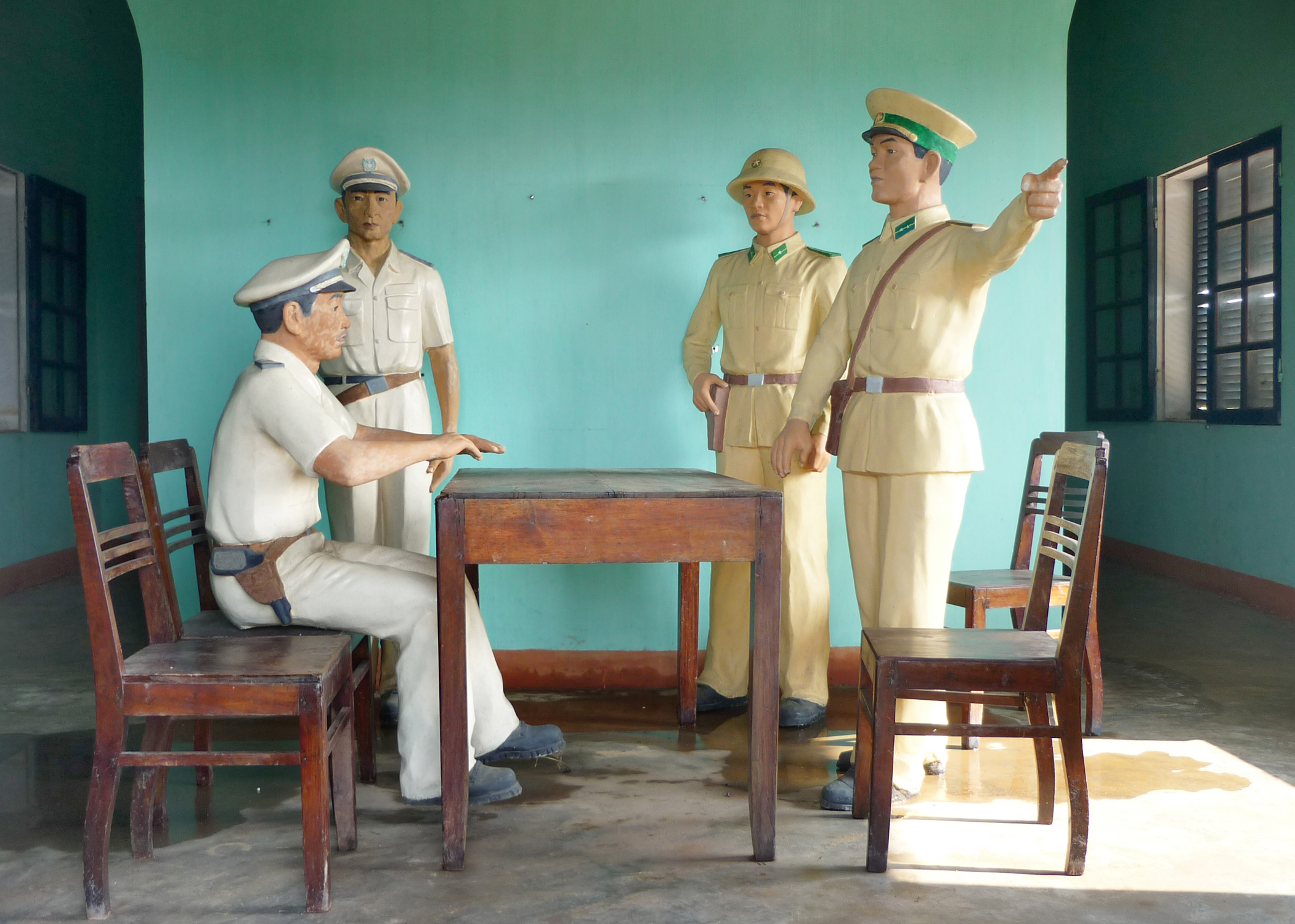
Đồn công an giới tuyến cầu Hiền Lương